# Étienne Midy
Étienne Midy (parfois écrit Meidy) est un mathématicien français né vers 1775, et mort vers 1846.
Midy a enseigné les mathématiques spéciales à Cahors, puis à Orléans avant de s'installer à Nantes, où il enseigne les mathématiques élémentaires entre 1833 et 1837 au Collège Royal de Nantes (futur lycée Georges-Clemenceau).
À Nantes, Étienne Midy vivait au 3 rue de Richebourg, près de son lieu de travail (Midy 1836).